# Leucocosmia thoracica
Leucocosmia thoracica är en fjärilsart som beskrevs av Moore 1884. Leucocosmia thoracica ingår i släktet Leucocosmia och familjen nattflyn. Inga underarter finns listade i Catalogue of Life.